# Цибулевий клопс
Цибулевий клопс (латис. Sīpolu sitenis) — страва латиської національної кухні.
На відміну від Кенигсбергських Клопсів, готується з м'ясного філе (яловичого). М'ясо нарізають порційними шматками поперек волокон, відбивають, а потім посипають перцем і сіллю. Шматки м'яса підсмажують на сковороді на вершковому маслі. М'ясо викладають на тарілку, коли воно ще трохи вогкувато всередині і поливають соусом.
Приготування соусу. У ту ж олію, в якій смажили м'ясо, вливають масу, що включає: борошно, розмішане з водою, сметану, сіль і гарячий бульйон. Соус доводиться до кипіння і проціджують через сито. Цибуля нарізається і обсмажується в олії, потім заливається соусом, ставиться на вогонь і доводиться до кипіння при постійному помішуванні.
Як гарнір використовується картопля або рис.